# Hahniharmia picta
Genre
Espèce
Synonymes
- Hahnia picta Kulczyński, 1897

Hahniharmia picta, unique représentant du genre Hahniharmia, est une espèce d'araignées aranéomorphes de la famille des Hahniidae.

## Distribution
Cette espèce se rencontre en Europe.

## Publications originales
- Chyzer & Kulczyński, 1897 : Araneae Hungariae secundum collectiones a Leone Becker pro parte perscrutatas, conscriptae a Cornelio Chyzer at Ladislao Kulczyński. Budapestini, Editio Academiae Scientiarum Hungaricae, vol. 2, p. 151-366.
- Wunderlich, 2004 : Fossil spiders (Araneae) of the family Dictynidae s. l., including Cryphoecinae and Hahniinae in Baltic and Dominican amber and copal from Madagascar, and on selected extant Holarctic taxa, with new descriptions and diagnoses. Beiträge zur Araneologie, vol. 3, p. 1380-1482.